# Tanya Streeter
Tanya Streeter (née Tanya Dailey, le 10 janvier 1973, à Grand Cayman) est une championne d'apnée américano-britannique des Îles Caïmans. 
Pendant plus de deux mois après le 17 août 2002, elle a détenu le record absolu de plongée "No Limit" (NLT) avec une profondeur de 160 mètres, qui reste encore à ce jour le record féminin.

## Vie personnelle
Tanya Streeter est née de Jim et Sandra Dailey dans les Îles Caïmans. Elle a deux sœurs et un frère. Elle a reçu son éducation en Angleterre, à l'École de Filles Roedean et à l'Université de Brighton. C'est en Angleterre qu'elle a rencontré et épousé son mari Paul Streeter, pour se réétablir dans les Îles Caïman en 1995. Depuis la naissance de leur fille Tilly Annina Andrus Streeter le 19 août 2008, Tanya Streeter s'est officiellement retirée de ses activités d'apnéiste professionnelle. Sa résidence actuelle est à Austin, Texas.

## Carrière en compétition
Tanya Streeter a commencé à pratiquer l'apnée à 25 ans, et a presque aussitôt commencé à battre les records existants. Sa première sortie importante a lieu en 1998, quand elle bat le record mondial No Limits de 110 mètres que Débora Andollo détenait depuis 1996, en plongeant à 113 mètres. Elle fait son entrée dans le Women Diver's Hall of Fame en mars 2000. En 2002, elle bat le record absolu de plongée No Limit (NLT) avec une plongée à 160 mètres près des Îles Turks-et-Caïcos, un record qui sera surpassé deux mois plus tard par l'apnéiste français Loïc Leferme (162 m), mais qui reste encore à ce jour le record mondial féminin.
Le 19 juillet 2003, elle bat le record absolu en Poids Variable (VWT) avec une plongée à 122 m et le conserve plus d'un an, jusqu'à la descente de Carlos Coste (135 m) à Puerto La Cruz, Venezuela, le 27 octobre 2004, et presque sept ans comme record féminin, jusqu'à la plongée de Natalia Molchanova à 125 m en juin 2010 à Kalamata (Grèce).

## L'après-compétition
Tanya Streeter est le sujet d'un documentaire Animal Planet, Freediver (mars 2006), et elle présente Dive Galapagos (en mars 2007). Elle a aussi présenté un documentaire sur BBC Two, Shark Therapy, dans lequel elle tente de dominer sa peur des requins. Plusieurs présentations publiques pour des fondations ou des entreprises, notamment "The Deepest Dive Ever" à TEDx à Austin, Texas en 2012, et au Divers Alert Network UHMS DAN 2006 Breath-hold Proceedings. Elle apparaît sur une série de cinq timbres-poste commémoratifs distribués dans les Îles Turks-et-Caïcos en 2003.